# Barbi Benton
Barbi Benton (Barbara Lynn Klein; Nueva York, 28 de enero de 1950) es una modelo, actriz y cantante estadounidense, conocida por haber posado para la revista Playboy y por su relación sentimental con el fallecido fundador de dicha publicación, Hugh Hefner, entre 1969 y 1976. Como actriz participó en la cuarta temporada de la serie de televisión Hee Haw y en algunas películas, de las que destaca su papel protagónico en Deathstalker de 1983. Como cantante grabó cinco álbumes de modesta repercusión entre 1975 y 1988. Desde la década de 1980 Benton ha estado semirretirada de la industria del entretenimiento para dedicarse a su hogar.

## Discografía
| Año  | Álbum                   | Posición en las listas | Posición en las listas   | Sello   |
| Año  | Álbum                   | EE. UU. Country        | Billboard 200 de EE. UU. | Sello   |
| ---- | ----------------------- | ---------------------- | ------------------------ | ------- |
| 1975 | Barbi Doll              | 17                     | —                        | Playboy |
| 1975 | Barbi Benton            | 18                     | —                        | Playboy |
| 1976 | Something New           | 39                     | 208                      | Playboy |
| 1978 | Ain't That Just the Way | —                      | —                        | Playboy |
| 1988 | Kinetic Voyage          | —                      | —                        | Takoma  |

## Filmografía
- How Did a Nice Girl Like You Get Into This Business? (1970)
- The Great American Beauty Contest (1973)
- The Third Girl from the Left (1973)
- For the Love of It (1980)
- Hospital Massacre (1982)
- Deathstalker (1983)